# Poligynia
Poligynia, poliginia (stgr. πολύς polys, liczny, i γυνή gyne, kobieta), wielożeństwo – jedna z form poligamii. U ludzi jest to związek jednego mężczyzny z więcej niż jedną kobietą w tym samym czasie (niekiedy kobiety te są blisko spokrewnione). W ujęciu zoologicznym termin ten oznacza związek osobnika płci męskiej z więcej niż jednym osobnikiem płci żeńskiej.
Istnieje hipoteza, że relacje poliginiczne były najbardziej rozpowszechnioną formą związków w prehistorii.

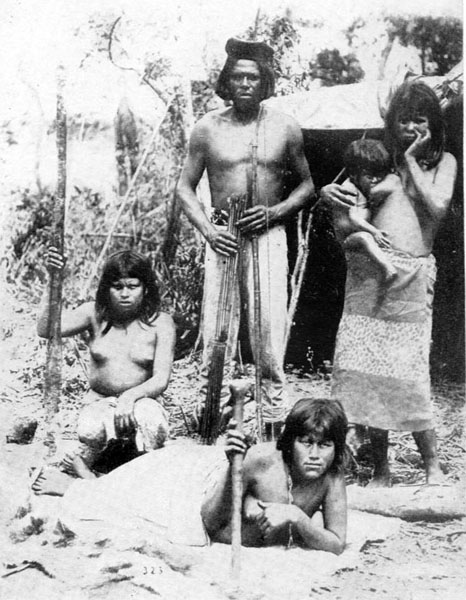
Wódz z etnicznej grupy Toga zamieszkującej Argentynę, Boliwię i Paragwaj (zob. rodzime kultury Ameryki) na zdjęciu z 1892 roku z trójką swoich żon.

## Możliwe przyczyny i zalety poligynii
W porównaniu z monogamią poligynia posiada szereg zalet: ekonomicznych, społecznych i zdrowotnych.
- Poligynia jest spotykana znacznie częściej niż poliandria. Ma to biologiczne uzasadnienie, ponieważ możliwości reprodukcyjne mężczyzn są wyższe niż kobiet i taki układ zapewnia dużą wydajność reprodukcyjną rodziny. Poligynia daje praktykującym ją mężczyznom przewagę reprodukcyjną nad mężczyznami pozostającymi w monogamii, mogą oni mieć więcej dzieci – skuteczniej rozsiewają więc swoje geny w populacji. Co więcej, także kobiety mające dzieci z mężczyznami o skłonnościach poligamicznych mogą zwiększyć swój sukces reprodukcyjny, jeśli będą miały synów o podobnych skłonnościach co ich ojcowie (czyli ich synowie będą mieli wiele żon). Tłumaczy to, dlaczego poligynia, niejako w sposób naturalny, rozprzestrzenia się w populacji szybciej niż inne strategie rozrodcze (i, co się z tym wiąże, inne struktury małżeńskie). Należy tu też dodać, że poligyniczne małżeństwa zdarzają się często, kiedy kobieta nie może urodzić dziecka – wówczas do rodziny wchodzi druga żona.
- Wśród niektórych ludów Czarnej Afryki poligynię można uzasadnić trudnymi warunkami przyrodniczymi – brak pożywienia skłania kobiety do dłuższego, nawet dwuletniego karmienia piersią, niepożądane są więc w tym czasie stosunki seksualne, gdyż ciąża prowadzi do ustania laktacji. Poligynia pozwala mężczyznom współżyć w tym czasie z innymi kobietami. Istotnie poligynia może mieć pozytywny wpływ na zdrowie matki i dziecka. Przykładowo, w okresie połogu, współżony mogą zwykle polegać na sobie przy wykonywaniu najbardziej obciążających prac w  gospodarstwie domowym. Przez tworzenie sposobności do towarzystwa seksualnego pośród pozostałych osób związanych małżeństwem, poligynia wspiera także powszechne niegdyś oczekiwanie, że kobieta pozostanie seksualnie nieaktywna przez dwa albo więcej lat, licząc od początku ostatnich miesięcy ciąży (albo od czasu  porodu). Praktyka ta pozwala matce na odpowiednie przerwy pomiędzy kolejnymi porodami i dojście do siebie po stresie fizjologicznym i emocjonalnym związanym z ciążą, laktacją i opieką nad małym dzieckiem. Kobiety będące współżonami zastępują się wzajemnie w opiece nad dziećmi i sama taka perspektywa jest jednym z istotnych czynników motywujących kobietę do zostania jedną z wielu żon. Dla dzieci istotne jest bogate środowisko międzydziecięce i rówieśnicze tworzone przez rodzeństwo w rodzinie poligynicznej.
- Poligynię uzasadniają również czynniki demograficzne. Mimo względnej równowagi płci w społeczeństwach często występuje labilność (chwiejność) liczebnej równowagi płci. Wielożeństwo może być rozwiązaniem tam, gdzie poziom śmiertelności mężczyzn stale przewyższa poziom śmiertelności kobiet i gdzie pojawia się problem deficytu mężczyzn (i jednoczesnej nadwyżki kobiet). W szczególności może to mieć miejsce w przypadku prowadzenia wyniszczających wojen z sąsiadami, niebezpiecznych polowań lub połowów na morzu (szczególnie w klimatach wyjątkowo ostrych). Jednak niemalże w każdej społeczności ludzkiej występuje niewielka liczebna przewaga kobiet, zwykle do wieku reprodukcyjnego dożywa więcej dziewcząt niż chłopców, mężczyźni niezmiennie częściej niż kobiety angażują się w takie poczynania, które prowadzą do ich przedwczesnej śmierci, statystycznie żyją krócej niż kobiety. Warto też zauważyć, że poligynia powoduje związanie większej liczby kobiet, prowadząc do nadmiaru mężczyzn stanu wolnego, dlatego poligynia bywa równoważona w danej społeczności równolegle praktykowaną poliandrią.
- Poligynię można też wyjaśnić w oparciu o czynniki ekonomiczne. Bardzo często liczba żon jest związana ze statusem społecznym lub materialnym mężczyzny. Poligynia faktycznie występuje częściej tam, gdzie można zgromadzić majątek wystarczający do utrzymania kilku żon. Występuje więc częściej w społecznościach pasterskich i agrarnych niż w społecznościach wędrownych łowców-zbieraczy, gdzie gromadzenie zasobów na zapas nie jest w ogólności możliwe. W przypadku społeczeństw zbieracko-łowieckich najczęściej spotyka się bigynię (związek mężczyzny z dwiema kobietami) lub trigynię (związek mężczyzny z trzema kobietami), gdyż w warunkach takiej gospodarki trudno utrzymać więcej kobiet i liczniejsze potomstwo. W przypadku społeczeństw z gospodarką opartą na hodowli i rolnictwie spotyka się liczniejsze poligynie. Skłonność do poligynii rośnie, kiedy nierówności ekonomiczne pomiędzy mężczyznami wzrastają, gdyż kobiety wówczas mają tendencję do wybierania na mężów tych mężczyzn, którzy z racji posiadanych zasobów mają już żonę lub kilka żon. Zinstytucjonalizowana monogamia, choć często uważana za triumf egalitaryzmu i "zwycięstwo" płci żeńskiej, nie ma egalitarnych skutków w odniesieniu do kobiet – poligynia sprawiedliwiej rozdzieliłaby między nie atuty mężczyzn. Zakaz poligynii w istocie bardziej broni interesu mężczyzn niż kobiet. Gdyby wiele kobiet zdecydowało, by zostać żonami bogatych mężczyzn, wówczas dla wielu biednych mężczyzn zabrakło by partnerek, co zmusiło by ich do życia w celibacie. Ogólna zasada brzmi, że poligynię ogranicza sytuacja, w której mężczyźni mają niski, ale jednakowy status ekonomiczny.
- Poligynia może wydawać się niekorzystna dla kobiet, szczególnie dla pierwszej żony (lub dotychczasowych żon), wówczas gdy obok nich pojawia się kolejna. Jednak żony w takim układzie nie tylko dzielą bogactwo męża, ale nawiązują między sobą przyjaźnie i współdzielą między siebie obowiązki, dlatego dla wielu kobiet taka relacja jest do przyjęcia[5]. W  większości kultur kobiety przyczyniają się znacząco do dobrobytu gospodarstwa domowego i jednocześnie mogą korzystać też z wkładu pracy pozostałych małżonek. Prawdopodobieństwo występowania poligynii na danym terenie wzrasta też, gdy rosną zyski ekonomiczne z pracy kobiet wykonywanej w domostwie (a maleje, gdy rosną możliwości zarobkowania kobiet poza domostwem). Społecznie, współżony i ich dzieci mogą zyskać większy status i prestiż jako osoby przynależące do dużego (i stąd w istocie dostatniego) gospodarstwa domowego. W społeczeństwach, które nie oferują żadnych instytucjonalnych ról dla kobiet niezamężnych, status współżony może być bardziej preferowany niż status kobiety wolnej.

## Trudności związane z poligynią i jej wady
- Pomimo wielu zalet dla obu płci, rodziny poligamiczne narażone są na kłótnie i zazdrość seksualną. Aby to załagodzić, wiele wspólnot przypisuje starszeństwo jednej żonie, najczęściej pierwszej. Harmonię małżeńską dodatkowo mogą wesprzeć: kultura, która podkreśla walory poligynii, ograniczenie poligynii do formy sororatu, lub – szczególnie w kulturach  matrylinearnych – wsparcie dla łatwych rozwodów pozbawionych wzajemnego obwiniania się[6].
- W kulturach, w których wielożeństwo jest dopuszczone przez prawo lub religię, poligynia wynika z wyboru mężczyzny, nie jest to jego obowiązek. W większości kultur poligenicznych część ludzi wybiera monogamię. Często tłumaczy się to jako sposób na uniknięcie zmagań małżeńskich, wydatków na wspieranie kilku współżon i wielu dzieci albo jako skutek niedoboru odpowiednich lub chętnych kobiet.
- Zwraca się też uwagę na fakt, że poligynia uprzywilejowuje niektórych mężczyzn kosztem innych – ma więc charakter antydemokratyczny, co może prowadzić do napięć społecznych[7]. Poligynia jest dla mężczyzn systemem raczej trudnym między innymi dlatego, że zmusza ich do wytężonej konkurencji o zasoby i żony, co oznacza konieczność utrzymywania nieprzerwanej gotowości do potyczek i wojen[8]. Z jednej strony wojna napędza poligynię (z uwagi na pojawiającą się dysproporcję płci, gdy giną mężczyźni), z drugiej strony także poligynia napędza wojnę, gdyż mężczyźni, aby utrzymać swoje żony i dzieci, potrzebują dostępu do znacznych zasobów (podejmują więc walkę z sąsiadami, na przykład o rzadkie terytoria rolne, łowieckie czy rybackie). W społeczeństwach preindustrialnych skrajnym postaciom poligynii często towarzyszy bardzo wyraźna hierarchia polityczna, wielożeństwo osiąga zaś apogeum w najbardziej despotycznych reżimach (na przykład u Zulusów, których król mógł mieć ponad sto kobiet, karano śmiercią każdego, kto zakaszlał albo kichnął przy królewskim stole[9]).

## Typy małżeństw poligynicznych
Wyróżnia się:
- poligynię siostrzaną (wszystkie żony są siostrami), niesiostrzaną (kiedy żony nie są siostrami – zależnie od wariantu wszystkie lub niektóre) oraz poligynię obejmującą kobiety pozostające ze sobą w innym związku pokrewieństwa, w szczególności poligynię obejmującą matkę i córkę (lub córki) z wcześniejszego małżeństwa kobiety
- poligynię hierarchiczną i niehierarchiczną – w przypadku poligynii hierarchicznej jedna żona jest ważniejsza od pozostałych i posiada nad nimi władzę (prawa i obowiązki żon są więc zróżnicowane), a w przypadku poligynii niehierarchicznej wszystkie żony są sobie równe (jest tak na przykład wśród Arabów). Hierarchia może wynikać ze zwyczajów lub osobowości żon. W pierwszym z przypadków: bywa, że najwyższą pozycję wśród żon zajmuje ta z kobiet, która pierwsza urodzi dziecko lub syna (szczególnie tam gdzie preferuje się męskich potomków); bywa i tak, że główną żoną jest pierwsza żona lub najstarsza z kobiet. Pozycja kobiety może też wynikać z tego, że wybrana została na żonę przez kręgi krewniacze męża – wówczas inna żona, która była przed tak zaaranżowanym małżeństwem kochanką męża ma niższy status w hierarchii małżeńskiej (tak jest w południowoafrykańskiej społeczności Swazi).
- poligynię uprzywilejowaną i poligynię nieuprzywilejowaną - o uprzywilejowanej poligynii mówi się gdy tylko wybrani mężczyźni (wpływowi, najwyżej postawieni – na przykład władcy) mogą mieć wiele żon, a o nieuprzywilejowanej gdy każdy mężczyzna może mieć wiele żon (oczywiście o ile może je utrzymać). Przywilej poligynii może być kompensowany przez "użyczanie" kobiet towarzyszom i obcym (jest tak na przykład u Tupi-Kawahibów z terenów Brazylii).
- poligynię rezydencjalną, semirezydencjalną i nierezydencjalną – podział zależy od miejsca (lub odpowiednio miejsc) zamieszkiwania żon, gdy wszystkie mieszkają w jednym domostwie (męża) mówi się o poligynii rezydencjalnej, jeśli mieszkają w odrębnych lecz pobliskich domostwach mówi się o poligynii semirezydencjalnej, a jeśli każda z żon mieszka w odrębnym, znacznie oddalonym domostwie (bywa, że zlokalizowanym w innej miejscowości) to mówi się o poligynii nierezydencjalnej
- poligynię otwartą i zamkniętą – poligynia może być zamknięta lub otwarta (na bliższe kontakty kobiet z mężczyznami spoza małżeństwa). Otwartą spotyka się dziś często w Afryce, na przykład w Nigerii gdzie kobiety mają domostwa oddalone od domostwa męża, wiodą na wpół niezależne życie i mają oficjalnych kochanków. Zamkniętą poligynię spotyka się natomiast wśród Arabów (dawnych jak i współczesnych)[10].

W aspekcie genezy poligynia może być:
- od początku poligynią
- poligynią powstającą wskutek wstąpienia do związku do tej pory monogamicznego, kolejnej kobiety (i może się dalej rozrastać)
- poligynią powstałą z poliandrii poligynicznej (na przykład klasyczna poliandria braterska, po wejściu do związku jeszcze jednej kobiety, przekształca się w małżeństwo multilateralne, która to po śmierci jednego mężczyzny staje się związkiem poligynicznym) lub z małżeństwa multilateralnego po odejściu jednego mężczyzny

## Preferowane formy poligynii
Często preferowana bywa forma poligynii, w której współżony są siostrami (zob. sororat), ponieważ, jak się uważa, siostry mają większą skłonność do wzajemnego wspierania się i rzadziej wdają się w dysputy niż osoby nie będące rodzeństwem. W przypadku poligynii o charakterze sororatu zwykle regułą jest, że najpierw wychodzi za mąż najstarsza siostra w rodzinie, następnie młodsze siostry, gdy dorosną, przyłączają się do niej jako współżony – w XIX wieku praktyka ta była powszechna w co najmniej 40  rodzimych kulturach Ameryki. Małżeństwa poligyniczne, w których żony są siostrami, częściej spotyka się wówczas, gdy środowisko, w którym żyje dana społeczność, jest mniej stresujące, łatwiej w nim przetrwać (i odwrotnie – to znaczy im bardziej niespokojne środowisko życia, z tym rozmaitszych stron pochodzą żony i tym trudniej im ze sobą współdziałać). W przypadku sororatu kobiety mają większy wpływ na mężczyzn (to znaczy mężowie częściej dzielą się władzą ze swoimi małżonkami) niż w przypadku innych form poligynii.

## Poligynia a haremy
Poligynię należy odróżnić od haremu. Harem nie jest małżeństwem tylko strukturą społeczną, w której mężczyzna monopolizuje dużą liczbę (nawet tysiące) kobiet, a głównym tego celem jest reprodukcja. Kobietom w takiej strukturze nie przysługuje żadne prawo odejścia z haremu (choć mogą być z niego wydalone). Harem oparty jest zawsze na przymusie (wobec kobiet), a małżeństwo nie (przynajmniej teoretycznie). Tym niemniej kobiety w haremach Turków osmańskich, które urodziły męskich potomków, prawdopodobnie stawały się stałymi partnerkami sułtana, a więc pozostawały w małżeństwie i rodzinie.
Można też dostrzec pewne podobieństwa pomiędzy pewnymi haremami a niektórymi poligyniami. Należy do nich motyw posiadania wielu żon i wielu kobiet w postaci związku poprzez kobietę z każdym z regionów czy wiosek, co pozwala mężczyźnie, który jest władcą haremowym czy wodzem plemienia, na silniejsze związanie się z poszczególnymi jednostkami administracyjnymi należącymi do podległego mu terytorium.

### Przykłady z historii
W sześciu niezależnych "cywilizacjach" z początków historii – Babilonu, Egiptu, Indii, Chin, państwa Azteków i państwa Inków występowała znaczna koncentracja władzy.
Babiloński król Hammurabi miał na swoje rozkazy tysiące niewolniczych "żon". Egipski faraon Echnaton zdobył trzysta siedemnaście nałożnic i tłum żon. Władca Azteków Montezuma dysponował czterema tysiącami nałożnic. Indyjski władca Udajama utrzymywał szesnaście tysięcy żon w apartamentach otoczonych ogniem i pilnowanym przez eunuchów. Chiński cesarz Jin Feidi posiadał w swoim haremie dziesięć tysięcy kobiet. Władca Inków posiadał dziewice do swojej wyłącznej dyspozycji w różnych miejscach królestwa.
Ci wszyscy władcy, podobnie jak ich poprzednicy i następcy, nie tylko posiadali liczne haremy, ale za pomocą podobnych technik uzupełniali je i strzegli ich. Rozmiary haremu pozostają w zależności od posiadanej władzy danego mężczyzny. Pomniejsi królowie posiadali w swoich haremach do stu kobiet, wielcy królowie – do tysiąca, a cesarze – do pięciu tysięcy.
Szóstka omawianych wyżej władców trwała jednak w monogamicznych małżeństwach – czyli jedna partnerka była szczególnie wyróżniona jako królowa.

## Poligynia w wybranych kulturach
Historycznie poligynia była praktykowana w zasadzie na całym świecie – między innymi: tradycyjnie w kulturach Afryki, wśród dawnych plemion Europy, w krajach islamskich, w Indiach, w kulturze chińskiej (zob. małżeństwo w Chinach) i japońskiej, w rodzimych kulturach Australii (wśród Aborygenów) i w rodzimych kulturach Ameryki.

### Wielożeństwo u ludów afrykańskich
Poligynia występowała i nadal występuje w większości ludów afrykańskich, np. u Masajów, Buszmenów, Hotentotów, plemion Luba (należący do grupy Bantu) czy Makonde.

### Wielożeństwo w dawnych Chinach
Małżeństwa w starożytnych Chinach zasadniczo były poligamiczne. Zasadą utrzymania ich były dwa czynniki: tolerancja i surowe przestrzeganie formy zachowania zmuszające do wzajemnej grzeczności. W małżeństwach tych nie istniała zazdrość erotyczna, lecz zazdrość o pozycję społeczną. Jeśli mężczyzna chciał być poważany jako obywatel, musiał mieć wiele konkubin (dzieci z tych związków dziedziczyły na równi z dziećmi zrodzonymi z żoną poślubioną). Jeśli jedna z konkubin, które Chińczyk miał oprócz żony głównej i żon pobocznych, zdradziła męża z jakimiś nic nie znaczącym młodzieńcem, żona główna i poboczna wymyślały jej i biły ją za to, że śmiała go zdradzić z takim "nędzarzem". Żony pozwalały mężowi mieć stosunki płciowe pozamałżeńskie, ale z kobietami niższego stanu, niższej pozycji społecznej – o takie nie były zazdrosne.
Poligamia w Chinach była zjawiskiem o znacznie szerszej skali niż gdziekolwiek indziej i przetrwała o wiele dłużej niż w innych systemach kulturowo-cywilizacyjnych. Biedni mieli najwyżej jedną żonę – zwykły wieśniak posiadał przeważnie jedną towarzyszkę życia. Ale na wyższych szczeblach hierarchii społecznej było już inaczej, a Chiny w odróżnieniu od innych społeczeństw miały nader liczną klasę średnią. Im kto zamożniejszy, tym więcej miał małżonek i nałożnic, bo każdy żywił ambicję posiadania wielkiej rodziny. Ci, co w ramach klasy średniej plasowali się na pośledniejszych miejscach, mieli od trzech do dwunastu żon i nałożnic, ale w wyższych warstwach trzydzieści i więcej własnych kobiet nie należało do rzadkości. Przy takich liczbach zalecanie, żeby sypiać z dziesięcioma kobietami w ciągu nocy, staje się absolutnie zrozumiałe – można je postrzegać w kategoriach obowiązku. Na mężu spoczywał bowiem nie tylko obowiązek utrzymania swoich kobiet, ale także zaspokajania ich potrzeb emocjonalnych i – oczywiście – seksualnych. W Liji (konfucjańskiej Księdze Rytuałów) czytamy: Póki nałożnica nie skończy pięćdziesiątego roku życia, mąż ma sypiać z nią raz na pięć dni. Dbać trzeba o każdą z kobiet, nie ma mowy o wyróżnianiu jednych kosztem drugich, bo może to doprowadzić do konfliktów, wśród damskiej części rodziny, zrujnować spokój i w konsekwencji zaszkodzić karierze pana domu. Temu bowiem, kto nie potrafi zaprowadzić ładu we własnym domu, nie można powierzyć żadnej odpowiedzialnej funkcji czy urzędu.
Chińczycy dbali, aby zjawienie się nowej żony czy nałożnicy nie wywoływało napięć i kryzysów w damskiej części gospodarstwa. Pewien bogaty kupiec chiński w 1550 roku zapisał radę, jakiej udzielał swoim synom: Mężczyzna powinien panować nad swymi żądzami. Najlepiej gdy przez parę dni nie zbliża się do nowo przybyłej, a jednocześnie koncentruje uwagę na pozostałych [kobietach]. Gdy zlega z którąś ze starych nałożnic lub żon, nowo przybyła powinna stać przy łożu z kości słoniowej. Dopiero po czterech, pięciu dniach może pójść do łoża z nową, ale koniecznie w obecności pierwszej małżonki i nałożnic. Takie postępowanie gwarantuje, że wśród kobiet zapanuje harmonia i szczęście.
Pierwsza, czyli główna małżonka wywodziła się zwykle z tej samej warstwy społecznej, co mąż. Gdy jednak małżonek postanawiał zwiększyć swój stan damskiego posiadania, nie musiał już ograniczać wyboru do swojej klasy. Mógł rozglądać się za kimś atrakcyjnym pod innymi względami i tak trafiał do prostytutek, kobiet z niższych klas, ale atrakcyjnych, bo konkurencja sprawiała, że do zawodu trafiały najlepsze dziewczyny. W ten sposób do klas wyższych trafiały najprzystojniejsze panny z klas niższych, dzięki czemu brzydsze, które pozostawały we własnym środowisku, miały mniejszą konkurencję.
W Chinach praktykowano też sororat (może on mieć miejsce przy okazji ślubu z pierwszą żoną lub później, zarówno gdy żona ta jeszcze żyje, jak i po jej śmierci), który stał się szczególnie częstą praktyką wśród możnowładców z dynastii Zhou, ale zdarzał się też w późniejszych czasach. Związek taki oznaczał, że małżonka oddaje się pod opiekę męża razem z orszakiem sióstr i służebnic, które automatycznie stawały się nałożnicami małżonka. Oszczędzało to małżonkowi trudów dalszych poszukiwań, a małżonce raźniej było w znajomym otoczeniu. Z chwilą ślubu wchodziła bowiem ostatecznie do rodziny męża, której na ogół nie znała.

### Wielożeństwo w hinduizmie
W dawnych Indiach poligynia była akceptowaną prawnie praktyką, aczkolwiek najprawdopodobniej dostępna była tylko wyższym kastom. Niektóre źródła podają, iż przedstawiciele 
warny bramińskiej mogli posiadać cztery żony, 
kszatrijowie (czyli przedstawiciele kast rycerskich) – trzy, 
wajśjowie (kupcy, rolnicy, rzemieślnicy) – dwie, 
zaś śudrowie – słudzy i robotnicy – tylko jedną. 
Gdzie indziej jednak odnaleźć można informacje, że tylko dwa pierwsze stany miały prawo do większej liczby żon. Tak też z reguły było, gdyż w rzeczywistości z powodów ekonomicznych jedynie królowie mogli pozwolić sobie na posiadanie trzech czy czterech małżonek, zwykły mężczyzna zaś musiał zadowolić się jedną lub w rzadkich wypadkach dwiema kobietami. Mężczyzna mógł poślubić kobietę z niższej kasty, jeśli miał już żonę z kasty sobie równej.
W Indiach znana była również poliandria, jednakże nie była społecznie akceptowaną formą małżeństwa.

### Wielożeństwo w judaizmie
Według Starego Testamentu Abraham w celu posiadania potomstwa (za namową żony) pojął konkubinę, która nie miała tych samych praw co żona, lecz miała za zadanie dać Abrahamowi potomka. Była to tzw. żona drugorzędna, której to istnienie i prawa regulował kodeks Hammurabiego powszechnie w tym czasie rozpowszechniony i traktowany jako wykładnia prawa. Król żydowski Salomon miał posiadać ok. 700 żon i ok. 300 konkubin (1 Księga Królewska 11:3), jednak liczby te należy interpretować jako symboliczne przedstawienie mnogości, a także jako opis przystosowany do wizerunku idealnego monarchy (który powinien mieć wiele żon).
Król Dawid posiadał cztery żony i liczne kochanki. Za przykładem Dawida, Talmud doradza posiadanie do czterech żon. Istnieje zakaz zawierania małżeństwa z siostrą własnej żony (Księga Kapłańska 18:18). Stary Testament reguluje podział spadku między synami z różnych żon w Księdze Powtórzonego Prawa 22:7.
Przywódca duchowy Żydów aszkenazyjskich Gerszom ben Jehuda żyjący na przełomie X i XI wieku wydał dekrety (takanat), zawierający zakaz poligamii, która wówczas praktykowana była wśród Żydów. Żydzi mieszkający w krajach muzułmańskich (gdzie posiadanie wielu żon było i jest symbolem zamożności), w przeciwieństwie do Żydów aszkenazyjskich (którzy przyjęli decyzję Gerszoma) nie zaakceptowali dekretu o monogamii. Wielu Żydów, którzy emigrowali do Izraela, począwszy od 1948 roku, z krajów arabskich (szczególnie z Jemenu) miało wiele żon.
W Europie Żydzi kontynuowali wielożeństwo do XVII wieku, natomiast Żydzi z Dalekiego Wschodu aż do osiedlenia się w nowo powstałym państwie Izrael (XX w.). We współczesnym Izraelu wielożeństwa zabrania prawo cywilne.

### Wielożeństwo w islamie
Kultura arabska powszechnie akceptuje poligamię. Badacze Koranu widzą w tym wpływ osobistego życia twórcy religii na jej seksualny etos. Sam Mahomet żył z pierwszą, starszą od niego o 16 lat żoną Chadidżą przez kilkanaście lat we wzorowym, wiernym małżeństwie i miał sześcioro dzieci. Po śmierci żony zachowanie seksualne Proroka zmieniło się radykalnie. W sumie miał on mieć 12 żon, a oprócz nich posiadał także konkubiny. Wszystkie oprócz A'iszy były wdowami i muzułmańska tradycja podkreśla, że poślubiając je Prorok zapewnił im utrzymanie, ratując przed groźbą nędzy, na którą w ówczesnym arabskim społeczeństwie była narażona bezżenna kobieta (zachodni orientaliści zauważają jednak, że w rzeczywistości za małżeństwami Mahometa stały w większości polityczne sojuszy, które wówczas w ten właśnie sposób były cementowane). Z analogicznych powodów po bitwie pod Uhud w 625 r. n.e., w której zginęło wielu muzułmanów, Mahomet nakazał swoim wyznawcom zawieranie małżeństw z wdowami poległych kolegów – i to z tak wieloma, jak tylko można. Każdy powinien mieć do czterech żon odpowiednio do majątku. Redaktorzy Koranu z tego niezbyt jasnego zalecenia proroka wysnuli wniosek, że mężczyzna może mieć cztery żony i dowolną liczbę konkubin.
Poligamia wśród ludzi niezbyt bogatych miała zwykle charakter bigamii – starsza żona prowadziła dom a młodsza zaspokajała potrzeby męża. Wielożeństwo władców, mających liczne żony, wiązało się z koniecznością posiadania haremu (części domu przeznaczonej tylko dla kobiet – żon i konkubin). Rozwój poligamii haremowej był wynikiem kumulacji kapitału w rękach nielicznych władców i bogaczy. Haremy nie były efektem niezwykłej żądzy i wydolności seksualnej właściciela, który zresztą zwykle bywał w starczym wieku, lecz symbolem jego pozycji społecznej i prestiżu społeczno-majątkowego. Kobiety, strzeżone przez eunuchów, były skazane na dość długie okresy abstynencji – jeśli bowiem kobieta nie była akurat aktualną faworytką pana mogła być szczęśliwa jeśli spędziła z mężem chociaż jedną noc w roku. Natomiast ewentualne nawiązanie kontaktów seksualnych z niewolnikiem łączyło się z groźbą pozbawienia życia.
Według prawa koranicznego muzułmanin może posiadać do czterech żon, choć sam Mahomet miał ich około ośmiu.
W większości krajów muzułmańskich mężczyźni posiadają jednak zwykle tylko jedną żonę. Odsetek małżeństw poligamicznych nie przekracza w większości tych krajów 2-3%, gdyż na posiadanie więcej niż jednej żony stać niewielu.

### Wielożeństwo w starożytnej Grecji
W starożytnej Grecji w ogólności prawnie dopuszczano tylko monogamię. Grecy uważali ją za przejaw wyższego stopnia rozwoju ich kultury i odnosili się z odcieniem pogardy do ludów poligamicznych. Czasowo praktykowano jednak także poligamię. Według Diogenesa Laertiosa Sokrates miał dwie żony równocześnie, a przyczyna tego miała być taka, że w Atenach, zdziesiątkowanych przez wojny, ażeby powiększyć liczbę ludności ustanowiono prawo, iż każdy obywatel oprócz żony prawowitej, legalnej, obywatelki ateńskiej, może mieć jeszcze drugą, najlepiej też obywatelkę ateńską. Zgodnie z tym prawem miał postąpić Sokrates. Co prawda każdy mężczyzna mógłby spłodzić dowolną liczbę dzieci z niewolnicą lub mieszkanką Aten przybyłą skądinąd, jednak chodziło tu o dzieci w pełnym sensie obywatelskie.

### Wielożeństwo wśród Germanów
O Germanach Tacyt pisze, że są wśród nich tacy, którzy więcej żon pojmują [...] dlatego, że z powodu dostojeństwa rodu często są o związki nagabywani. Są nagabywani znaczy, że są już żonaci, ale inni (to jest głównie rodzice kobiet) chcą by mieli kolejną żonę (ich córkę). Dostojeństwo rodu znaczy, że osoby takie cieszyły się wpływami społecznymi, politycznymi i gospodarczymi. O pozostałych to jest mniej wpływowych Germanach Tacyt pisze, że prawie jedyni z barbarzyńców [z terenów północnej Europy] zadowalają się jedną żoną. Czasami kobiety same wolały być drugą czy trzecią żoną bogatego Germanina niż pierwszą biednego, ale nie zdarzało się to często, zwykle był wywierany na nie jakiś nacisk.

### Wielożeństwo wśród Słowian
Źródła często mówią o wielożeństwie wśród Słowian. Wzmianki te dotyczą jednak władców lub możnych, koszty utrzymania małżonek sprawiały, że na posiadanie więcej niż jednej żony mogli sobie pozwolić tylko nieliczni. W opisie zaprowadzania w Polsce chrześcijaństwa już w najstarszej kronice zawiera się informacja o praktykowaniu wielożeństwa przez Mieszka I przed przyjęciem chrztu: Dotychczas jednak w takich pogrążony był błędach pogaństwa, że wedle swego zwyczaju siedmiu żon zażywał (Liczba siedem ma w tym przypadku zapewne znaczenie symboliczne). Wincenty Kadłubek stwierdził, że władca ze swoimi ówczesnymi towarzyszkami spędzał noce na zmianę, Dzierzwa podaje jednak, że spędzał noce ze wszystkimi naraz. Kobiety te zostały potem oddalone, a legalność ich związku była od tego czasu negowana (by w świetle prawa kościelnego Mieszko I mógł zawrzeć prawowity ślub z Dobrawą). Wprowadzenie w Polsce chrześcijaństwa pociągnęło za sobą likwidację wielożeństwa.

### Wielożeństwo a doktryna chrześcijańska
Ogólnie przyjętą praktyką jest, iż w krajach z chrześcijańskiego kręgu kulturowego wielożeństwo jest prawnie zakazane. Powodem tego jest doktryna chrześcijańska, według której małżeństwo jest z natury monogamiczne, szczególnie podkreśla to Kościół rzymskokatolicki:

Do istoty małżeństwa należy jedność, nierozerwalność i otwartość na płodność. Poligamia jest przeciwna jedności małżeństwa; rozwód rozłącza to, co Bóg złączył. (por. KKK 1664).

Jednak Ojciec Eugene Hillman, autor książki Rozważania nad wielożeństwem, pisze: "Nigdzie w Nowym Testamencie nie znajduje się żaden wyraźny nakaz małżeństw monogamicznych lub żaden wyraźny zakaz praktykowania poligamii." Jezus nie wypowiadał się przeciwko poligamii, chociaż praktykowana była ona przez współczesnych mu Żydów. Ojciec Hillman podkreślił fakt, że Kościół rzymskokatolicki zabronił poligamii, aby dostosować się do kultury greko-romańskiej (która nakazywała monogamię, ale jednocześnie tolerowała konkubinat oraz prostytucję). Cytuje on Św. Augustyna: "Zaprawdę w czasach nam współczesnych, oraz zgodnie z rzymskim zwyczajem, nie można już wziąć drugiej żony". Jednak Augustyn nauczał już we wstępie tego dzieła, z którego wzięto cytat, że Bóg ustanowił ze względu na moc przyjaźni /(łac.) vis amititiae/ małżeństwo monogamicznym: pierwszą naturalną więzią ludzkiego społeczeństwa jest [związek] męża i żony.
Poglądy Augustyna ukazuje też inne jego dzieło, Małżeństwo i pożądliwość, gdzie jako przyczynę monogamii w chrześcijaństwie podał ustanowienie Boże w momencie stworzenia pierwszej pary ludzkiej. W raju Bóg ustanowił małżeństwo monogamicznym, ze względu na pożądanie  umiaru [cechującego] godność. Poligamia jako forma małżeństwa zaistniała w rodzaju ludzkim ze względu na możliwość posiadania większej ilości potomstwa i była niedoskonałą formą dopuszczoną jedynie w Starym Testamencie:

Wraz z postępem [historii] rodzaju ludzkiego złączone zostały z pewnymi dobrymi mężami dobre kobiety – z pojedynczymi liczne. Stąd wydaje się, że tam [w raju] przeważyło  pożądanie  umiaru [cechującego] godność, tu zaś przyzwolenie płodności natury.

W dalszym ciągu tekstu Augustyn wyjaśniał, że chociaż poligamia była w Starym Testamencie dopuszczalna ze względu na potomstwo, w Nowym Przymierzu ze względu na to, iż jest sakramentem uobecniającym i ukazującym miłość Chrystusa i Kościoła, nie ma prawa bytu. Podkreślił, że dzieje się tak nie na mocy prawa tego świata, lecz z uwagi na autorytet Ewangelii:

To bowiem jest zachowywane między Chrystusem i Kościołem, aby żyjący z żyjącą nigdy nie rozdzielali się poprzez jakikolwiek rozwód. Tak wielki szacunek dla tej świętej tajemnicy jest w mieście Boga naszego, na świętej Jego górze (Ps 47, 2), to znaczy w Kościele Chrystusa i wśród tych wierzących małżonków, którzy bez wątpienia są członkami Chrystusa, że żeniąc się lub wychodząc za mąż dla zrodzenia potomstwa nie wolno pozostawiać nawet bezpłodnej małżonki, aby pojąć inną płodną. Jeśliby się ktoś tego dopuścił, to nie na mocy prawa tego świata, gdzie po zastosowaniu oddalenia bez przestępstwa pozwala się zawierać inne małżeństwa z innymi (także Pan zaświadcza, że święty Mojżesz pozwolił na to Izraelitom ze względu na zatwardziałość ich serc – Mt 19, 8; Mk 10, 5), lecz na mocy prawa Ewangelii jest winny cudzołóstwa, podobnie jak i ta, która poślubiła innego.

W jednej z przypowieści w Nowym Testamencie Jezus mówi o panu młodym, do którego miało przybyć dziesięć panien. Według przypowieści udaje się to połowie z nich gdyż są "roztropne".  Według J. Bronta i B. Nowickiej Jezus daje tu poligamiczną wizję, przenosząc ją na raj: Wtedy podobne będzie królestwo niebieskie do dziesięciu panien, które wzięły swoje lampy oliwne i wyszły na spotkanie pana młodego. Jednak panny oznaczają tu druhny panny młodej, jak oddaje to np. przekład angielski The New Jerusalem Bible: Bride-mates, a przypowieść mówi o zaślubinach Chrystusa i Kościoła, które będą dziewicze, według słów samego Chrystusa z wcześniejszego 22 rozdz. Ewangelii Mateusza:

Przy zmartwychwstaniu bowiem nie będą się ani żenić, ani za mąż wychodzić, lecz będą jak aniołowie Boży w niebie (Mt 22,30)

Warto tu zauważyć, że monogamia przyjęła i utrwaliła się w obrębie kultury Zachodniej wraz z przyjęciem i upowszechnieniem się chrześcijaństwa. W chrześcijaństwie natomiast monogamię przyjęto we wczesnym okresie jego formowania się – kiedy było ono jeszcze tylko religią ubogich i kierowało swoje przesłanie głównie do mężczyzn pobawionych majętności i władzy. Początkowo miało swoje oparcie jedynie w niższych warstwach społecznych – wśród których propagowanie poligamii nie przysporzyło by zwolenników tej religii.
Zwolennicy monogamii cytują fragmenty Nowego Testamentu, w których Jezus mówi o  związku  mężczyzny z kobietą i nie używa liczby mnogiej, a także cytaty m.in. św. Pawła.

#### Wielożeństwo u mormonów
Wbrew prawu zwyczajowemu pozostałemu po Imperium Rzymskim, kierując się przekazem Starego Testamentu oraz rosnącą liczbą kobiet przystępujących do społeczności mormonów, chcących mieć własne rodziny i posiadać dzieci, Joseph Smith wprowadził prawo o tzw. małżeństwie pluralistycznym. Zgodne z tym prawem, każdy zdrowy mężczyzna za zgodą pierwszej żony miał obowiązek, w miarę możliwości finansowych, przyjąć do rodziny kolejne kobiety. W takim wypadku mężczyzna spędzał dany wieczór z tylko jedną żoną. Dla każdej żony był zarezerwowany inny dzień tygodnia lub miesiąca. Każda żona miała swój własny pokój lub nawet dom. Małżeństwo pluralistyczne było często przejęciem opieki finansowej nad wdowami i dziećmi po poległych czy zmarłych członkach Kościoła.
Prawo to tylko częściowo rozwiązywało problem nadmiaru kobiet gdyż jedynie poniżej trzech procent mężczyzn godziło się na tego typu małżeństwa, głównie ze względów finansowych.
Prawo to zostało zniesione w 1890 roku w związku z procesem przystępowania stanu Utah do Stanów Zjednoczonych, jednak do dziś pewne grupy (np. FLDS, TLC) oderwane od głównego Kościoła praktykują małżeństwo pluralistyczne (tzn. wielożeństwo).

### Wielożeństwo w Trzeciej Rzeszy
W czasie rządów nazistowskich w Niemczech Martin Bormann i Heinrich Himmler podjęli wysiłki, które miały doprowadzić do wprowadzenia nowego prawa odnośnie do małżeństw poligynicznych Głównym argumentem przemawiającym za nowym prawem była liczba żołnierzy niemieckich poległa na froncie, skutkiem czego, jak szacowano, 3 do 4 milionów kobiet będzie musiała pozostać niezamężna. Aby umożliwić tym kobietom urodzenie dzieci, planowano wprowadzenie procedury aplikacyjnej, na drodze to której wybierano by odpowiednich mężczyzn (odznaczonych bohaterów wojennych), pozwalając im na zawarcie związku małżeńskiego z kolejną kobietą. Jednocześnie pierwsza z żon miała, w takim poligynicznym małżeństwie, pozostać uprzywilejowana. Adolf Hitler grzmiał: Najwięksi wojownicy zasługują na najpiękniejsze kobiety (...) Jeśli niemiecki mężczyzna jest w pełni gotowy, by umrzeć jako żołnierz, musi też mieć swobodę do tego by kochać bezgranicznie, gdyż walka i miłość idą ze sobą w parze. Filister powinien być zadowolony jeśli cokolwiek dla niego pozostanie.